# اوله پتاچیک
اوله پتاچیک (انگلیسی: Oleh Ptachyk؛ زادهٔ ۱۴ نوامبر ۱۹۸۱) بازیکن فوتبال اهل اوکراین است.
از باشگاه‌هایی که در آن بازی کرده‌است می‌توان به باشگاه فوتبال چورنومورتس اودسا اشاره کرد.